# Group Therapy (album Above & Beyond)
Group Therapy – drugi album studyjny brytyjskiej grupy Above & Beyond.

## Lista utworów
1. Filmic
2. Alchemy (feat. Zoe Johnston)
3. Sun & Moon (feat. Richard Bedford)
4. You Got To Go (feat. Zoe Johnston)
5. Black Room Boy
6. Giving It Out (feat. Zoe Johnston)
7. On My Way To Heaven (feat. Richard Bedford)
8. Prelude
9. Sun In Your Eyes
10. Love is Not Enough (feat. Zoe Johnston)
11. Every Little Beat (feat. Richard Bedford)
12. Sweetest Heart (feat. Zoe Johnston)
13. Thing Called Love (feat. Richard Bedford)
14. Only a Few Things (feat. Zoe Johnston)
15. Eternal